# Liste der Baudenkmäler in Marling
Die Liste der Baudenkmäler in Marling (italienisch Marlengo) enthält die zehn als Baudenkmäler ausgewiesenen Objekte auf dem Gebiet der Gemeinde Marling in Südtirol.
Basis ist das im Internet einsehbare offizielle Verzeichnis der Baudenkmäler in Südtirol. Dabei kann es sich beispielsweise um Sakralbauten, Wohnhäuser, Bauernhöfe und Adelsansitze handeln. Die Reihenfolge in dieser Liste orientiert sich an der Bezeichnung, alternativ ist sie auch nach der Adresse oder dem Datum der Unterschutzstellung sortierbar.

## Liste
| Foto |                 | Bezeichnung                                          | Standort                                            | Eintragung                   | Beschreibung                                                      | Metadaten                                       |
| ---- | --------------- | ---------------------------------------------------- | --------------------------------------------------- | ---------------------------- | ----------------------------------------------------------------- | ----------------------------------------------- |
| ja   | Datei hochladen | Alter Widum ID: 15850                                | Anselm-Pattis-Straße 15 46° 39′ 22″ N, 11° 8′ 16″ O | 13. Okt. 1978 (BLR-LAB 6918) | Widum/Kanonikerhaus Tarneller-Nr. 2878                            | KG: Marling Bauparzelle: 220                    |
| ja   | Datei hochladen | Glanz ID: 15851                                      | St.-Felix-Weg 4 46° 39′ 28″ N, 11° 8′ 21″ O         | 11. Nov. 1950 (MD)           | Ländliches Wohnhaus/Bauernhof Tarneller-Nr. 2850                  | KG: Marling Bauparzelle: 238                    |
| ja   | Datei hochladen | Goien ID: 15846                                      | Lebenberger Straße 8 46° 38′ 37″ N, 11° 8′ 40″ O    | 11. Nov. 1950 (MD)           | Goidner Gayner (Tarneller-Nr. 2901) Ländliches Wohnhaus/Bauernhof | KG: Marling Bauparzelle: 124/2, 124/3, 124/4    |
| ja   | Datei hochladen | Kraftwerk Marling ID: 18190                          | 46° 39′ 38″ N, 11° 8′ 35″ O                         | 12. Aug. 1996 (BLR-LAB 3732) | E-Werke                                                           | KG: Marling Bauparzelle: 370                    |
| ja   | Datei hochladen | Lahner ID: 15845                                     | Brugger Weg 2 46° 38′ 31″ N, 11° 8′ 34″ O           | 16. März 1981 (BLR-LAB 1333) | Ländliches Wohnhaus/Bauernhof Tarneller-Nr. 2904                  | KG: Marling Bauparzelle: 120                    |
| ja   | Datei hochladen | Manhart ID: 15849                                    | Anselm-Pattis-Straße 22 46° 39′ 21″ N, 11° 8′ 17″ O | 11. Nov. 1950 (MD)           | Ländliches Wohnhaus/Bauernhof Tarneller-Nr. 2877                  | KG: Marling Bauparzelle: 219                    |
| ja   | Datei hochladen | Pfarrkirche Mariä Himmelfahrt mit Friedhof ID: 15848 | 46° 39′ 18″ N, 11° 8′ 29″ O                         | 16. März 1981 (BLR-LAB 1333) | Kirche                                                            | KG: Marling Bauparzelle: 195 Grundparzelle: 197 |
| ja   | Datei hochladen | Schickenburg mit Antoniuskapelle ID: 15847           | 46° 38′ 46″ N, 11° 8′ 25″ O                         | 11. Nov. 1950 (MD)           | Ansitz Tarneller-Nr. 2899                                         | KG: Marling Bauparzelle: 126, 127               |
| ja   | Datei hochladen | St. Felix ID: 15852                                  | 46° 39′ 54″ N, 11° 7′ 54″ O                         | 16. März 1981 (BLR-LAB 1333) | Kirche                                                            | KG: Marling Bauparzelle: 253                    |
| ja   | Datei hochladen | St. Martin beim Eggerhof ID: 15853                   | 46° 39′ 33″ N, 11° 7′ 5″ O                          | 16. März 1981 (BLR-LAB 1333) | Kirche                                                            | KG: Marling Bauparzelle: 294                    |

Falls bei einem Baudenkmal keine Koordinaten bekannt sind, werden ersatzweise die Katasterdaten zum Zeitpunkt der Unterschutzstellung angegeben. Diese sind weder offiziell noch zwingend aktuell.
Die vom Landesdenkmalamt übernommenen Adressen können veraltet sein.
| Foto:   | Fotografie des Denkmals. Klicken des Fotos erzeugt eine vergrößerte Ansicht. Daneben finden sich zwei Symbole: |
| ID      | Identifikator beim Südtiroler Landesdenkmalamt                                                                 |
| KG      | Katastralgemeinde                                                                                              |
| MD      | Ministerialdekret                                                                                              |
| BLR-LAB | Beschluss der Landesregierung – Landesausschussbeschluss                                                       |